# ترانه‌شناسی شادمهر عقیلی
شادمهر عقیلی، خواننده، آهنگساز، نوازنده و تنظیم‌کنندهٔ ایرانی است. وی تاکنون ۱۴ آلبوم (۱۳ آلبوم رسمی و ۱ آلبوم غیر رسمی) منتشر کرده‌است.

## آلبوم‌ها

### بهار من (بی‌کلام) (۱۳۷۵)[۱][۲]
| عنوان                       | تنظیم‌کننده   |
| --------------------------- | ------------ |
| نغمه شادی                   | شادمهر عقیلی |
| الهه ناز (سولو پیانو)       | شادمهر عقیلی |
| الهه ناز                    | شادمهر عقیلی |
| از محبت (سولو گیتار)        | شادمهر عقیلی |
| از محبت                     | شادمهر عقیلی |
| بهار من (سولو گیتار و فلوت) | شادمهر عقیلی |
| بهار من                     | شادمهر عقیلی |
| گل گندم                     | شادمهر عقیلی |
| سرور (سولو پیانو و ویلن)    | شادمهر عقیلی |
| سرور                        | شادمهر عقیلی |
| جان مریم (سولو پیانو)       | شادمهر عقیلی |
| جان مریم                    | شادمهر عقیلی |
| آوایی در شب (سولو گیتار)    | شادمهر عقیلی |
| آوایی در شب                 | شادمهر عقیلی |
| در دشتی                     | شادمهر عقیلی |
| نغمه شادی (سولو گیتار)      | شادمهر عقیلی |

### مسافر (۱۳۷۷)[۳][۴]
| عنوان            | ترانه‌سرا         | آهنگساز                  | تنظیم‌کننده                   |
| ---------------- | ---------------- | ------------------------ | ---------------------------- |
| مسافر            | نیلوفر لاری‌پور   | شادمهر عقیلی             | شادمهر عقیلی                 |
| روح سبز          | نیلوفر لاری‌پور   | شادمهر عقیلی             | بهروز صفاریان                |
| هزار و یک شب     | نیلوفر لاری‌پور   | شادمهر عقیلی             | شادمهر عقیلی                 |
| مشق سکوت         | نیلوفر لاری‌پور   | بهروز صفاریان            | شادمهر عقیلی و بهروز صفاریان |
| حدیث مهربونی     | سهیل محمودی      | شادمهر عقیلی             | شادمهر عقیلی                 |
| جاده (بی‌کلام)    | جاده (بی‌کلام)    | برگرفته از موسیقی یونانی | شادمهر عقیلی                 |
| گل یاس           | فرید احمدی       | شادمهر عقیلی             | شادمهر عقیلی                 |
| پل عاطفه         | روشنک نمازی      | بهروز صفاریان            | بهروز صفاریان                |
| آرزوها           | سهیل محمودی      | شادمهر عقیلی             | شادمهر عقیلی                 |
| غم تنهایی        | بامداد جویباری   | بهروز صفاریان            | بهروز صفاریان                |
| بی تابی          | سهیل محمودی      | شادمهر عقیلی             | شادمهر عقیلی                 |
| سل وحشی (بی‌کلام) | سل وحشی (بی‌کلام) | شادمهر عقیلی             | شادمهر عقیلی                 |

### دهاتی (۱۳۷۸)[۵][۶]
| عنوان            | ترانه‌سرا         | آهنگساز                                            | تنظیم‌کننده            |
| ---------------- | ---------------- | -------------------------------------------------- | --------------------- |
| دهاتی            | محمدعلی بهمنی    | شادمهر عقیلی                                       | شادمهر و پدرام کشتکار |
| پاییز            | سیاوش قمیشی      | سیاوش قمیشی                                        | شادمهر و پدرام کشتکار |
| نوایی            | طبیب اصفهانی     | غلامعلی پورعطایی                                   | شادمهر و پدرام کشتکار |
| آسمونی (بی‌کلام)  | آسمونی (بی‌کلام)  | شادمهر عقیلی                                       | شادمهر و پدرام کشتکار |
| دل خوشی          | محمدعلی بهمنی    | بهروز صفاریان (با الهام از قطعه شیاد فریدون فروغی) | بهروز صفاریان         |
| آسمونی           | نیلوفر لاری‌پور   | شادمهر عقیلی                                       | شادمهر و پدرام کشتکار |
| نگاه پنجره       | نیلوفر لاری‌پور   | شادمهر عقیلی                                       | شادمهر و پدرام کشتکار |
| غریبه            | نیلوفر لاری‌پور   | شادمهر عقیلی                                       | عمادرضا نکویی         |
| دل خوشی (بی‌کلام) | دل خوشی (بی‌کلام) | بهروز صفاریان                                      | بهروز صفاریان         |
| خونه             | جلال ابوالمعصومی | شادمهر عقیلی                                       | پدرام کشتکار          |

### مشق سکوت (بی‌کلام) (۱۳۷۸)[۷][۸]
| عنوان        | آهنگساز       | تنظیم‌کننده                   |
| ------------ | ------------- | ---------------------------- |
| مشق سکوت     | بهروز صفاریان | شادمهر عقیلی و بهروز صفاریان |
| عطر و شبنم   | شادمهر عقیلی  | شادمهر عقیلی                 |
| هزار و یک شب | شادمهر عقیلی  | شادمهر عقیلی                 |
| پل عاطفه     | بهروز صفاریان | بهروز صفاریان                |
| بی تابی      | شادمهر عقیلی  | شادمهر عقیلی                 |
| روح سبز      | شادمهر عقیلی  | بهروز صفاریان                |
| غم تنهایی    | بهروز صفاریان | بهروز صفاریان                |
| حدیث مهربونی | شادمهر عقیلی  | شادمهر عقیلی                 |
| آرزوها       | شادمهر عقیلی  | شادمهر عقیلی                 |
| سل وحشی      | شادمهر عقیلی  | شادمهر عقیلی                 |
| مسافر        | شادمهر عقیلی  | شادمهر عقیلی                 |

### نغمه‌های شرقی (بی‌کلام) (۱۳۷۸)[۹][۱۰]
| عنوان  | آهنگساز            | تنظیم‌کننده   |
| ------ | ------------------ | ------------ |
| پیشکش  | حسن شماعی‌زاده      | شادمهر عقیلی |
| نیاز   | اسفندیار منفردزاده | شادمهر عقیلی |
| تقدیر  | حسن شماعی‌زاده      | شادمهر عقیلی |
| گرفتار | محمد شمس           | شادمهر عقیلی |
| تبسم   | پرویز مقصدی        | شادمهر عقیلی |
| حقه    | گروه مانکیز        | شادمهر عقیلی |
| آدما   | حسن لشگری          | شادمهر عقیلی |
| شیاد   | فریدون فروغی       | شادمهر عقیلی |

### پر پرواز (۱۳۷۹)[۱۱][۱۲]
| عنوان               | ترانه‌سرا            | آهنگساز         | تنظیم‌کننده      |
| ------------------- | ------------------- | --------------- | --------------- |
| آتیش بازی           | نیلوفر لاری‌پور      | محمدرضا چراغعلی | محمدرضا چراغعلی |
| بی کلام ۱           |                     | محمدرضا چراغعلی | محمدرضا چراغعلی |
| علامت سؤال          | نیلوفر لاری‌پور      | شادمهر عقیلی    | شادمهر عقیلی    |
| پر پرواز            | نیلوفر لاری‌پور      | محمدرضا چراغعلی | محمدرضا چراغعلی |
| بی کلام ۲           |                     | محمدرضا چراغعلی | محمدرضا چراغعلی |
| بی کلام ۳           |                     | محمدرضا چراغعلی | محمدرضا چراغعلی |
| بی کلام ۴           |                     | محمدرضا چراغعلی | محمدرضا چراغعلی |
| بی کلام ۵           |                     | محمدرضا چراغعلی | محمدرضا چراغعلی |
| بی کلام ۶           |                     | محمدرضا چراغعلی | محمدرضا چراغعلی |
| آتیش بازی (بی‌کلام)  |                     | محمدرضا چراغعلی | محمدرضا چراغعلی |
| علامت سؤال (بی‌کلام) | علامت سؤال (بی‌کلام) | شادمهر عقیلی    | شادمهر عقیلی    |
| پر پرواز (بی‌کلام)   | پر پرواز (بی‌کلام)   | محمدرضا چراغعلی | محمدرضا چراغعلی |
| بی کلام ۷           |                     | محمدرضا چراغعلی | محمدرضا چراغعلی |

### آدم و حوا (غیررسمی) (۱۳۸۰)[۱۳]
| عنوان                   | ترانه‌سرا       | آهنگساز       | تنظیم‌کننده    |
| ----------------------- | -------------- | ------------- | ------------- |
| آدم و حوا               | محمدعلی بهمنی  | شادمهر عقیلی  | پدرام کشتکار  |
| تردید                   | جواد شریف‌پور   | شادمهر عقیلی  | شادمهر عقیلی  |
| امروز و فردا            | نیلوفر لاری‌پور | شادمهر عقیلی  | شادمهر عقیلی  |
| ستاره                   | یغما گلرویی    | شادمهر عقیلی  | شادمهر عقیلی  |
| میخوام برم (ورژن اولیه) | فرید احمدی     | شادمهر عقیلی  | بهروز صفاریان |
| دو رنگی                 | نیلوفر لاری‌پور | بهروز صفاریان | بهروز صفاریان |
| بی تو هرگز              | نیلوفر لاری‌پور | شادمهر عقیلی  | عماد نکویی    |
| دل من تورو میخواد       | علی بامدادی    | شادمهر عقیلی  | پدرام کشتکار  |
| بامن باش                | یغما گلرویی    | شادمهر عقیلی  | بهروز صفاریان |
| یه لقمه نون             | رضا عبداللهی   | شادمهر عقیلی  | شادمهر عقیلی  |

### خیالی نیست (۱۳۸۱)[۱۴]
| عنوان               | ترانه‌سرا        | آهنگساز                                                                         | تنظیم‌کننده   |
| ------------------- | --------------- | ------------------------------------------------------------------------------- | ------------ |
| خیالی نیست          | شاهکار بینش‌پژوه | شادمهر عقیلی                                                                    | شادمهر عقیلی |
| ژینا                | صمد وفایی       | سروش طهماسبی                                                                    | شادمهر عقیلی |
| می‌خوام برم          | فرید احمدی      | شادمهر عقیلی                                                                    | شادمهر عقیلی |
| باور                | شاهکار بینش‌پژوه | برگرفته از آهنگ یونانی To Finale Tis Kardias از خواننده یونانی نوتیس اسفکیناکیس | شادمهر عقیلی |
| فال قهوه            | نیلوفر لاری‌پور  | شادمهر عقیلی                                                                    | شادمهر عقیلی |
| چشمای عاشق          | آزیتا قاسمی     | شادمهر عقیلی                                                                    | شادمهر عقیلی |
| بگو از کجا          | پاکسیما زکی‌پور  | شادمهر عقیلی                                                                    | شادمهر عقیلی |
| خیالی نیست (بی‌کلام) |                 | شادمهر عقیلی                                                                    | شادمهر عقیلی |

### آدم‌فروش (۱۳۸۳)[۱۶]
| عنوان           | ترانه‌سرا         | آهنگساز                                                           | تنظیم‌کننده   |
| --------------- | ---------------- | ----------------------------------------------------------------- | ------------ |
| آدم‌فروش         | نیلوفر لاری‌پور   | شادمهر عقیلی                                                      | شادمهر عقیلی |
| عمراً            | بابک روزبه       | شادمهر عقیلی                                                      | شادمهر عقیلی |
| اشک من          | مونا برزویی      | شادمهر عقیلی                                                      | شادمهر عقیلی |
| دل دیوونه       | نیلوفر لاری‌پور   | برگرفته از آهنگ یونانی Pare Me از خواننده یونانی نوتیس اسفکیناکیس | شادمهر عقیلی |
| تهدید           | شاهکار بینش پژوه | شادمهر عقیلی                                                      | شادمهر عقیلی |
| کل کل           | فرزاد حسنی       | شادمهر عقیلی                                                      | شادمهر عقیلی |
| وقتی گفتی نرو   | مونا برزویی      | شادمهر عقیلی                                                      | شادمهر عقیلی |
| چارداش (بی‌کلام) | چارداش (بی‌کلام)  | برگرفته از موسیقی ایتالیایی "ویوتور مونتی"                        | شادمهر عقیلی |

### پاپ کورن (۱۳۸۵)[۱۸]
| عنوان        | ترانه‌سرا       | آهنگساز                                                           | تنظیم‌کننده   |
| ------------ | -------------- | ----------------------------------------------------------------- | ------------ |
| انگیزه       | شادمهر عقیلی   | برگرفته از آهنگ Ven Bailalo اثر Angel Y Khriz                     | شادمهر عقیلی |
| بیا اینجا    | شادمهر عقیلی   | شادمهر عقیلی                                                      | شادمهر عقیلی |
| می خواستمت   | شادمهر عقیلی   | شادمهر عقیلی                                                      | شادمهر عقیلی |
| مازیار خادمی |                | شادمهر عقیلی                                                      | شادمهر عقیلی |
| اونه اونه    | شادمهر عقیلی   | شادمهر عقیلی                                                      | شادمهر عقیلی |
| پاپ کورن     | شاهد سالمی     | برگرفته از آهنگ پاپ‌کورن (موسیقی بی‌کلام) اثر گرشن کینگزلی          | شادمهر عقیلی |
| بی تو        | جواد شریف‌پور   | شادمهر عقیلی (برگرفته از آهنگ یونانی To Aima MOU از تانوس پترلیس) | شادمهر عقیلی |
| محال         | شیدا شفیعی‌پور  | شادمهر عقیلی                                                      | شادمهر عقیلی |
| آغوش         | نیلوفر لاری‌پور | شادمهر عقیلی                                                      | شادمهر عقیلی |
| آغوش         | شاهد سالمی     | شادمهر عقیلی                                                      | شادمهر عقیلی |
| ماندگار      | شیدا شفیعی‌پور  | شادمهر عقیلی                                                      | شادمهر عقیلی |

### تقدیر (۱۳۸۸)[۲۲][۲۳]
| عنوان      | ترانه‌سرا       | آهنگساز                                                      | تنظیم‌کننده     |
| ---------- | -------------- | ------------------------------------------------------------ | -------------- |
| تقدیر      | مونا برزویی    | شادمهر عقیلی                                                 | شادمهر عقیلی   |
| خیال       | الناز اسفندفرد | شادمهر عقیلی                                                 | شادمهر عقیلی   |
| مشکوک      | مونا برزویی    | برگرفته از آهنگ یونانی Bora Ise Tha Peraseis از تانوس پترلیس | شادمهر عقیلی   |
| شیلا       | آذر شیوا       | شادمهر عقیلی                                                 | شادمهر عقیلی   |
| ترس        | امین ناسوتی    | شادمهر عقیلی                                                 | مهران جمالی‌راد |
| رسیدی      | جواد شریف‌پور   | شادمهر عقیلی                                                 | شادمهر عقیلی   |
| یه کاری کن | جواد شریف‌پور   | شادمهر عقیلی                                                 | شادمهر عقیلی   |
| سبب        | جواد شریف‌پور   | شادمهر عقیلی                                                 | شادمهر عقیلی   |

### طرفدار (۱۳۹۱)[۲۵][۲۶]
| عنوان               | ترانه‌سرا         | آهنگساز                                                                          | تنظیم‌کننده   |
| ------------------- | ---------------- | -------------------------------------------------------------------------------- | ------------ |
| انتخاب              | سروش دادخواه     | شادمهر عقیلی                                                                     | شادمهر عقیلی |
| اسمم داره یادم میره | مونا برزویی      | شادمهر عقیلی                                                                     | محمد ناهیدی  |
| حالم عوض میشه       | مونا برزویی      | شادمهر عقیلی                                                                     | محمد ناهیدی  |
| طرفدار              | مونا برزویی      | شادمهر عقیلی                                                                     | محمد ناهیدی  |
| آینده               | مونا برزویی      | شادمهر عقیلی                                                                     | شادمهر عقیلی |
| خیلیا               | مونا برزویی      | محمد ناهیدی                                                                      | محمد ناهیدی  |
| چه خواب‌هایی         | سروش دادخواه     | شادمهر عقیلی (سمپل شده از آهنگ زنده خواهم ماند از خواننده آمریکایی گلوریا گینور) | شادمهر عقیلی |
| چه خواب‌هایی         | علی ایلیا        | شادمهر عقیلی (سمپل شده از آهنگ زنده خواهم ماند از خواننده آمریکایی گلوریا گینور) | شادمهر عقیلی |
| امون از تو          | حمیدرضا نصراللهی | شادمهر عقیلی (سمپل شده از آهنگ I Need To Know از مارک آنتونی)                    | شادمهر عقیلی |
| زود تموم میشه       | مونا برزویی      | شادمهر عقیلی                                                                     | شادمهر عقیلی |
| زود تموم میشه       | مهدی ایوبی       | شادمهر عقیلی                                                                     | شادمهر عقیلی |

### تجربه کن (۱۳۹۵)[۲۹][۳۰]
| عنوان       | ترانه‌سرا   | آهنگساز      | تنظیم‌کننده   |
| ----------- | ---------- | ------------ | ------------ |
| تجربه کن    | آرش مهرابی | وحید پویان   | سعید زمانی   |
| همیشگی      | آرش مهرابی | وحید پویان   | میلاد هاشمی  |
| تنهاییام    | آرش مهرابی | وحید پویان   | سعید زمانی   |
| غرور        | آرش مهرابی | وحید پویان   | میلاد هاشمی  |
| عقل و عشق   | آرش مهرابی | وحید پویان   | سعید زمانی   |
| ادامه میدمت | آرش مهرابی | وحید پویان   | میلاد هاشمی  |
| تکرارم نکن  | آرش مهرابی | شادمهر عقیلی | شادمهر عقیلی |
| روز سرد     | آرش مهرابی | وحید پویان   | سعید زمانی   |

### تصویر (۱۳۹۶)[۳۱][۳۲]
| عنوان    | ترانه‌سرا    | آهنگساز      | تنظیم‌کننده  |
| -------- | ----------- | ------------ | ----------- |
| اعتراف   | آرش مهرابی  | وحید پویان   | میلاد هاشمی |
| یه قفس   | آرش مهرابی  | وحید پویان   | میلاد هاشمی |
| صدام بزن | آرش مهرابی  | وحید پویان   | سعید زمانی  |
| تو بی من | نرجس فرشباف | وحید پویان   | سعید زمانی  |
| سرنوشت   | آرش مهرابی  | وحید پویان   | سعید زمانی  |
| فرصت     | آرش مهرابی  | وحید پویان   | میلاد هاشمی |
| نقطه ضعف | آرش مهرابی  | شادمهر عقیلی | سعید زمانی  |
| قلب من   | آرش مهرابی  | وحید پویان   | میلاد هاشمی |
| تصویر    | آرش مهرابی  | شادمهر عقیلی | میلاد هاشمی |

## تک‌آهنگ‌ها[۳۳]
| عنوان                            | ترانه‌سرا                    | آهنگساز                                              | تنظیم‌کننده                 |
| -------------------------------- | --------------------------- | ---------------------------------------------------- | -------------------------- |
| فصل آشنایی                       | اکبر آزاد                   | شادمهر عقیلی                                         | شادمهر عقیلی               |
| باغ زندگی (به همراه علیرضا عصار) | بامداد جویباری              | بهروز صفاریان                                        | شادمهر عقیلی               |
| معبود                            | بامداد جویباری              | بامداد جویباری                                       | شادمهر عقیلی               |
| داداشی                           | یغما گلرویی                 | شادمهر عقیلی                                         | شادمهر عقیلی               |
| تو بی‌نهایت شب                    | نیلوفر لاری‌پور              | شادمهر عقیلی                                         | شادمهر عقیلی               |
| قفس                              | نیلوفر لاری‌پور              | شادمهر عقیلی                                         | شادمهر عقیلی               |
| عطر و شبنم                       | نیلوفر لاری‌پور              | شادمهر عقیلی                                         | شادمهر عقیلی               |
| شب برهنه                         | نیلوفر لاری‌پور              | شادمهر عقیلی                                         | شادمهر عقیلی               |
| دام نفرین                        | نیلوفر لاری‌پور              | شادمهر عقیلی                                         | شادمهر عقیلی               |
| ساز شکسته                        | نیلوفر لاری‌پور              | شادمهر عقیلی                                         | شادمهر عقیلی               |
| زمستون                           | نیلوفر لاری‌پور              | شادمهر عقیلی                                         | شادمهر عقیلی               |
| قبیله                            | نیلوفر لاری‌پور              | شادمهر عقیلی                                         | شادمهر عقیلی               |
| تن تو                            | نیلوفر لاری‌پور              | شادمهر عقیلی                                         | شادمهر عقیلی               |
| بغض (بازم میخوامت)               | جواد شریف‌پور                | شادمهر عقیلی                                         | شادمهر عقیلی               |
| بیا                              | جواد شریف‌پور                | شادمهر عقیلی                                         | شادمهر عقیلی               |
| عادت                             | پگاه موسوی                  | شادمهر عقیلی                                         | شادمهر عقیلی               |
| آزادی                            | سروش دادخواه                | شادمهر عقیلی                                         | شادمهر عقیلی               |
| سفر (غیر رسمی)                   | پویا حسین‌خانی               | شادمهر عقیلی                                         | شادمهر عقیلی               |
| بهت نگفتم (غیر رسمی)             | پویا حسین‌خانی               | شادمهر عقیلی                                         | شادمهر عقیلی               |
| طرفدار (ورژن اولیه)              | مونا برزویی                 | شادمهر عقیلی                                         | شادمهر عقیلی               |
| رؤیای ما (به همراه ابی)          | یغما گلرویی                 | شادمهر عقیلی                                         | شادمهر عقیلی               |
| یه دختر (به همراه ابی)           | یغما گلرویی                 | شادمهر عقیلی                                         | شادمهر عقیلی               |
| رابطه                            | زهرا عاملی                  | حسین قربانپور                                        | شادمهر عقیلی               |
| معروف                            | مونا برزویی                 | شادمهر عقیلی                                         | ارون حسینی                 |
| گمت کردم                         | مهدی ایوبی                  | شادمهر عقیلی                                         | شادمهر عقیلی               |
| حس خوبیه                         | مهدی کسائیان                | شادمهر عقیلی - و سمپل از آهنگ Enta Eih از نانسی عجرم | میلاد هاشمی                |
| فقط با تو عشقم                   | عرفان سلیمی                 | اشکان خشایی                                          | میلاد هاشمی                |
| وارث                             | مهدی ایوبی                  | شادمهر عقیلی                                         | شادمهر عقیلی               |
| روز سرد (آنپلاگد)                | آرش مهرابی                  | وحید پویان                                           | سعید زمانی                 |
| غرور (ورژن جدید)                 | آرش مهرابی                  | وحید پویان                                           | میلاد هاشمی                |
| وقتی حواست نیست (غیر رسمی)       | مهسا سماواتی                | شادمهر عقیلی                                         | شادمهر عقیلی               |
| رابطه (اجرای زنده)               | زهرا عاملی                  | حسین قربانپور                                        | شادمهر عقیلی               |
| کوه                              | ایمین                       | سینا پارسیان                                         | محمد عباسی                 |
| وقتی که بد میشم                  | محسن شیرالی                 | حسین قربانپور                                        | میلاد هاشمی                |
| دور شدی                          | علی ثابت‌قدم                 | سینا پارسیان                                         | میلاد هاشمی                |
| میترسم                           | محسن شیرالی                 | حسین قربانپور                                        | میلاد هاشمی                |
| دور شدی (آنپلاگد)                | علی ثابت‌قدم                 | سینا پارسیان                                         | شادمهر عقیلی و میلاد هاشمی |
| خواب خوش                         | سینا پارسیان                | سینا پارسیان                                         | میلاد هاشمی                |
| Tourner La Page (بی کلام)        | Tourner La Page (بی کلام)   | برگرفته از قطعه‌ای فرانسوی به همین نام از Zaho        | آرون حسینی                 |
| برنده                            | آرش مهرابی                  | وحید پویان                                           | میلاد هاشمی                |
| بی احساس                         | ایمین                       | ایمین                                                | میلاد هاشمی                |
| قاضی                             | محسن حسینی                  | محسن حسینی                                           | مجید الماسی                |
| قاضی (بی کلام)                   | قاضی (بی کلام)              | محسن حسینی                                           | مجید الماسی                |
| If You Were A Star (بی‌کلام)      | If You Were A Star (بی‌کلام) | برگرفته از قطعه‌ای به همین نام از Nikos Vertis        | شادمهر عقیلی               |
| بارون دلم خواست                  | ایمین                       | حسین قربانی                                          | میلاد بهشتی                |
| عوض نمیشی                        | حسین قربانی                 | حسین قربانی                                          | میلاد هاشمی                |
| یخ زدم                           | حسین قربانی                 | حسین قربانی                                          | هومن آزما                  |
| جنگه دلم                         | محسن حسینی                  | محسن حسینی                                           | میلاد هاشمی                |
| دست من نیست                      | ایمین                       | حسین قربانی                                          | هومن آزما                  |
| چرا تو جنگی                      | آتوسا کلانتری               | عماد طغرایی                                          | کامیاب بهاری               |
| باطل                             | منصور فرهادیان              | منصور فرهادیان                                       | علیرضا افشار               |
| تماشا                            | سروش دادخواه                | شادمهر عقیلی                                         | میلاد هاشمی                |
| رؤیای ما (اجرای زنده)            | یغما گلرویی                 | شادمهر عقیلی                                         |                            |
| حق بده                           | سروش دادخواه                | شادمهر عقیلی                                         | میلاد هاشمی                |
| گل من                            | صمد وفایی                   | سروش طهماسبی                                         | شادمهر عقیلی               |
| تردید (بازخوانی)                 | جواد شریف پور               | شادمهر عقیلی                                         | شادمهر عقیلی               |
| بی‌احساس (بی کلام)                |                             |                                                      |                            |
| پیش تو                           | امیرعلی بهادری              | امیرعلی بهادری                                       | میلاد هاشمی                |
| پیش تو (نسخۀ آنپلاگ)             | امیرعلی بهادری              |                                                      |                            |
| بی تو (اجرای زنده)               | جواد شریف‌پور                |                                                      |                            |
| پر پرواز (اجرای زنده با پیانو)   |                             |                                                      |                            |
| ستاره و بی تابی (اجرای زنده)     |                             |                                                      |                            |
| فردا تو می‌آیی(بی‌کلام)            |                             |                                                      |                            |

## آهنگسازی و تنظیم برای دیگران
شادمهر عقیلی سابقه آهنگسازی و تنظیم برای خوانندگان معروفی را نیز داشته‌است که میتوان به آخرین آلبوم مهستی، تک آهنگهایی برای ابی، عارف، لیلا فروهر، علی لهراسبی و محمد اصفهانی اشاره‌ کرد.
| عنوان                  | خواننده(ها)                | ترانه‌سرا/شاعر  | آهنگساز       | تنظیم‌کننده    | منبع          |
| ---------------------- | -------------------------- | -------------- | ------------- | ------------- | ------------- |
| باغ زندگی              | علیرضا عصار و شادمهر عقیلی | بامداد جویباری | بهروز صفاریان | شادمهر عقیلی  | [ ۳۵ ] [ ۳۶ ] |
| من و تو و درخت و بارون | خشایار اعتمادی             | احمد شاملو     | شادمهر عقیلی  | فؤاد حجازی    | [ ۳۷ ]        |
| از پارس تا خزر         | خشایار اعتمادی             | افشین یداللهی  | شادمهر عقیلی  | شادمهر عقیلی  |               |
| حسرت                   | محمد اصفهانی               | سهیل محمودی    | شادمهر عقیلی  | فؤاد حجازی    |               |
| وسعت سبز               | حمید غلامعلی               | سهیل محمودی    | شادمهر عقیلی  | شادمهر عقیلی  | [ ۳۸ ]        |
| طعنهٔ ناشنیده           | ناصر عبداللهی              | محمدعلی بهمنی  | ناصر عبداللهی | شادمهر عقیلی  |               |
| تو ای عشق              | ناصر عبداللهی              | محمدعلی بهمنی  | ناصر عبداللهی | شادمهر عقیلی  |               |
| غزلک                   | سعید شهروز                 | یغما گلرویی    | شادمهر عقیلی  | بهنام ابطحی   |               |
| کی بود کی بود          | سعید شهروز                 | افشین سیاهپوش  | شادمهر عقیلی  | بهنام ابطحی   |               |
| آسمون رویا             | سعید شهروز                 | محمدرضا حبیبی  | شادمهر عقیلی  | بهنام ابطحی   |               |
| فانوس شکسته            | مسعود خادم                 | رضا عبداللهی   | شادمهر عقیلی  |               |               |
| جاده                   | مسعود خادم                 | رضا عبداللهی   | شادمهر عقیلی  | شادمهر عقیلی  |               |
| در خیال                | مسعود خادم                 | رضا عبداللهی   | شادمهر عقیلی  |               |               |
| مذاب                   | مسعود خادم                 | رضا عبداللهی   | شادمهر عقیلی  | شادمهر عقیلی  |               |
| چرخ و فلک              | محمد خاکپور                | فرهاد مهرآوا   | شادمهر عقیلی  | عمادرضا نکویی |               |
| طاقت                   | مهستی                      | مریم حیدرزاده  | شادمهر عقیلی  | شادمهر عقیلی  |               |
| ازخداخواسته            | مهستی                      | مریم حیدرزاده  | شادمهر عقیلی  | شادمهر عقیلی  |               |
| امتحان                 | مهستی                      | مریم حیدرزاده  | شادمهر عقیلی  | شادمهر عقیلی  |               |
| دنیا                   | مهستی                      | کیا            | شادمهر عقیلی  | شادمهر عقیلی  |               |
| شب عید                 | مهستی                      | مریم حیدرزاده  | شادمهر عقیلی  | شادمهر عقیلی  |               |
| وقتی رفتم              | مهستی                      | مریم حیدرزاده  | شادمهر عقیلی  | شادمهر عقیلی  |               |
| زندگی                  | مهستی                      | بامداد جویباری | شادمهر عقیلی  | شادمهر عقیلی  |               |
| به تو تقدیم می‌کنم      | لیلا فروهر                 | پاکسیما زکی‌پور | شادمهر عقیلی  | شادمهر عقیلی  |               |
| حقته                   | لیلا فروهر                 | پاکسیما زکی‌پور | شادمهر عقیلی  | شادمهر عقیلی  |               |
| بی پناه                | فریده                      | جواد شریف‌پور   | شادمهر عقیلی  | شادمهر عقیلی  |               |
| نگرونم                 | فریده                      | سهیل پارسی     | شادمهر عقیلی  | شادمهر عقیلی  |               |
| دیوونه‌تم               | فریده                      | مریم حیدرزاده  | شادمهر عقیلی  | شادمهر عقیلی  |               |
| سپیده‌دم                | فریده                      | سعید خوشرو     | سعید مهناویان | شادمهر عقیلی  |               |
| دوشینه                 | فریده                      | شادمهر عقیلی   | شادمهر عقیلی  | شادمهر عقیلی  |               |
| شناختمت                | جمشید                      | جواد شریف پور  | شادمهر عقیلی  | شادمهر عقیلی  |               |
| حالا دیگه دیر شده      | جمشید                      | جواد شریف پور  | شادمهر عقیلی  | کامرون کارتیو |               |
| تنهاتر                 | جمشید                      | منصوره         | شادمهر عقیلی  | شادمهر عقیلی  |               |
| دوست دارم              | جمشید                      | مجید صادقی     | شادمهر عقیلی  | شادمهر عقیلی  |               |
| نمیتونم                | جمشید                      | مهسا سماواتی   | شادمهر عقیلی  | شادمهر عقیلی  |               |
| آرامش                  | جمشید                      | پویا حسین‌خانی  | شادمهر عقیلی  | محمد ناهیدی   |               |
| شب                     | عماد                       | جواد شریف پور  | شادمهر عقیلی  | شادمهر عقیلی  |               |
| رویای ما               | ابی و شادمهر               | یغما گلرویی    | شادمهر عقیلی  | شادمهر عقیلی  |               |
| یه دختر                | ابی و شادمهر               | یغما گلرویی    | شادمهر عقیلی  | شادمهر عقیلی  |               |
| بدبین                  | ابی                        | مونا برزویی    | شادمهر عقیلی  | محمد ناهیدی   |               |
| نوازش                  | ابی                        | سروش دادخواه   | شادمهر عقیلی  | آندرانیک      |               |
| همین خوبه              | ابی                        | محسن شیرالی    | شادمهر عقیلی  | شادمهر عقیلی  |               |
| همین بسه               | عارف                       | یغما گلرویی    | شادمهر عقیلی  | هومن نامداری  | [ ۳۹ ]        |
| چشمامو می‌بندم          | علی لهراسبی                | الناز اسفندفرد | شادمهر عقیلی  | محمد ناهیدی   |               |
| تصمیم                  | علی لهراسبی                | امین ناسوتی    | شادمهر عقیلی  | شادمهر عقیلی  |               |
| رویا                   | علی لهراسبی                | مهسا سماواتی   | شادمهر عقیلی  | شادمهر عقیلی  |               |
| سفر                    | علی لهراسبی                | پویا حسین‌خانی  | شادمهر عقیلی  | محمد ناهیدی   |               |